# Blauwe Huis

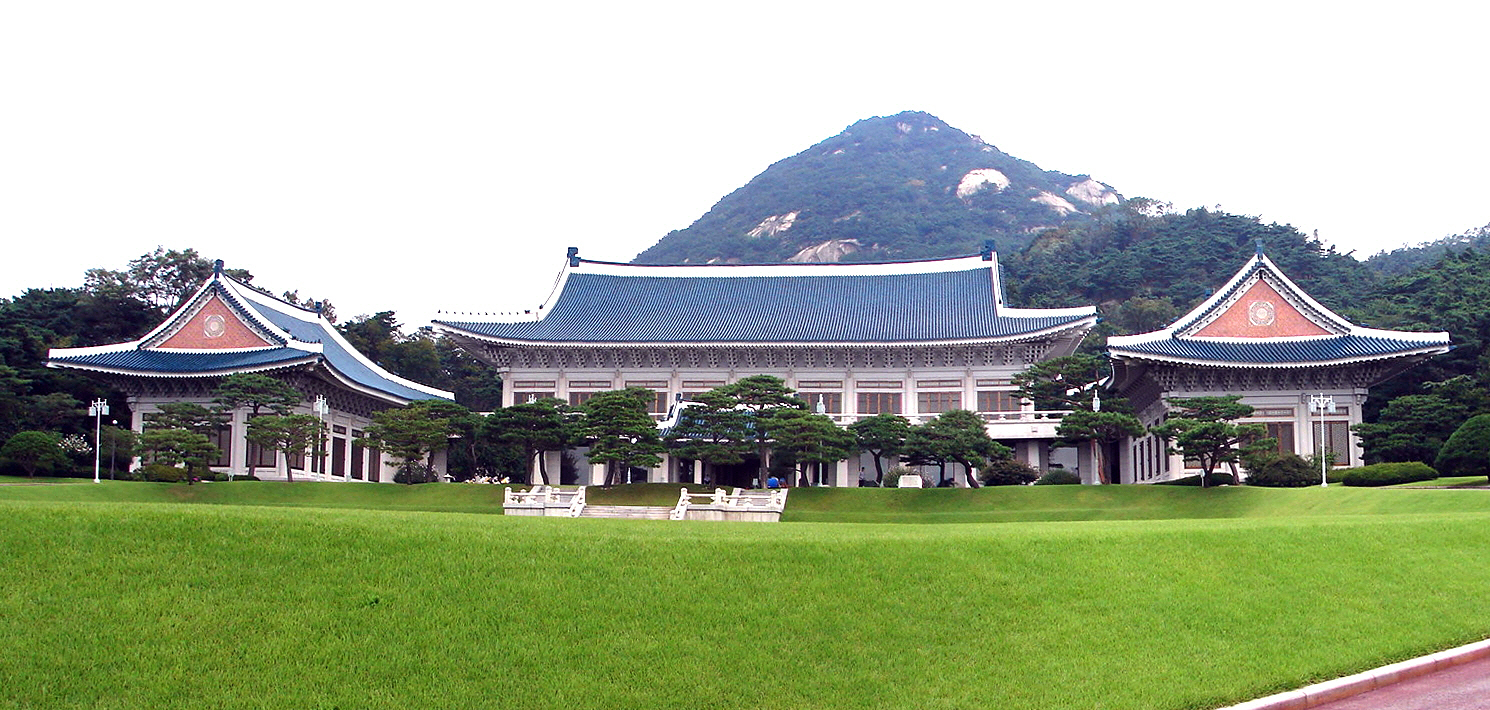
Receptiecentrum van het Blauwe Huis, augustus 2010

Het Blauwe Huis (Koreaans: 청와대; Hanja: 靑瓦臺; Cheongwadae; letterlijk "paviljoen van blauwe tegels") was de officiële werk- en woonplaats van de president van Zuid-Korea, gelokaliseerd op 1 Cheong Wa Dae straat, in het Jongno district van de hoofdstad Seoul. Het Blauwe Huis bestaat uit een complex van gebouwen, grotendeels opgetrokken in traditionele Koreaanse stijl met enkele moderne elementen. Het complex werd gebouwd op de locatie van de koninklijke tuinen van de Joseondynastie (1392–1910) en beslaat ongeveer 250.000 m².

## Voorgeschiedenis
Op de plaats van het Blauwe Huis stond oorspronkelijk een koninklijke villa, in het toenmalige Hanyang, de zuidelijke hoofdstad van de Goryeodynastie (918–1392). De villa werd gebouwd door koning Sukjong van Goryeo (r. 1095–1105) in 1104. De belangrijkste hoofdstad van Goryeo was te Kaesŏng, en er was tevens een westelijke hoofdstad te Pyongyang en een oostelijke hoofdstad te Gyeongju.
Nadat de Joseondynastie (1392-1910) haar hoofdstad had verhuisd naar Hanyang, bouwde ze in 1395, het vierde jaar van de regering van koning Taejo van Joseon (1392-1398) het Gyeongbokgungpaleis, dat moest dienen als residentie. Het complex van de oude koninklijke villa werd de achtertuin van het paleis. Het werd gebruikt voor ambtenarenexamens en militaire oefeningen.
Na de bezetting van Korea door het Japans Keizerrijk in 1910, gebruikte de
gouverneur-generaal van Korea Gyeongbokgung als gouvernement. In 1939 bouwde Japan een officiële residentie voor de gouverneur-generaal op de locatie van het Blauwe Huis. Dit gebouw werd in 1993 ontmanteld tijdens het presidentschap van Kim Young-sam.

## Geschiedenis
Na de oprichting van Zuid-Korea in 1948 werd het de residentie van de president. President Syngman Rhee noemde het gebouw "Gyeongmudae" (Koreaans: 경무대; Hanja: 景武臺), wat de naam was van een van de oude gebouwen op het complex. President Yun Bo-seon veranderde de naam naar "Cheongwadae" na zijn inauguratie in 1960.
In 1968 wist een Noord-Koreaanse commandoeenheid van Unit 124 bijna het gebouw te bereiken, in een poging om president Park Chung-hee te vermoorden. De Noord-Koreanen sloegen na de mislukte aanval op de vlucht. Bij gevechten in de dagen daarna kwamen 29 Noord-Koreanen, 26 Zuid-Koreanen en vier Amerikanen om het leven.
Presidenten Park Chung-hee, Choi Kyu-ha en Chun Doo-hwan gebruikten het door de Japanners gebouwde gebouw als residentie totdat president Roh Tae-woo een nieuwe residentie, een nieuw hoofdgebouw en een perscentrum liet bouwen. Het hoofdgebouw werd in april 1991 in gebruik genomen.
Yoon Suk-yeol, die vanaf mei 2022 president is, heeft besloten hier niet te gaan wonen en stelde de residentie open voor het publiek. Voor het eerst in 74 jaar kunnen toeristen het complex bezoeken.

## Galerij

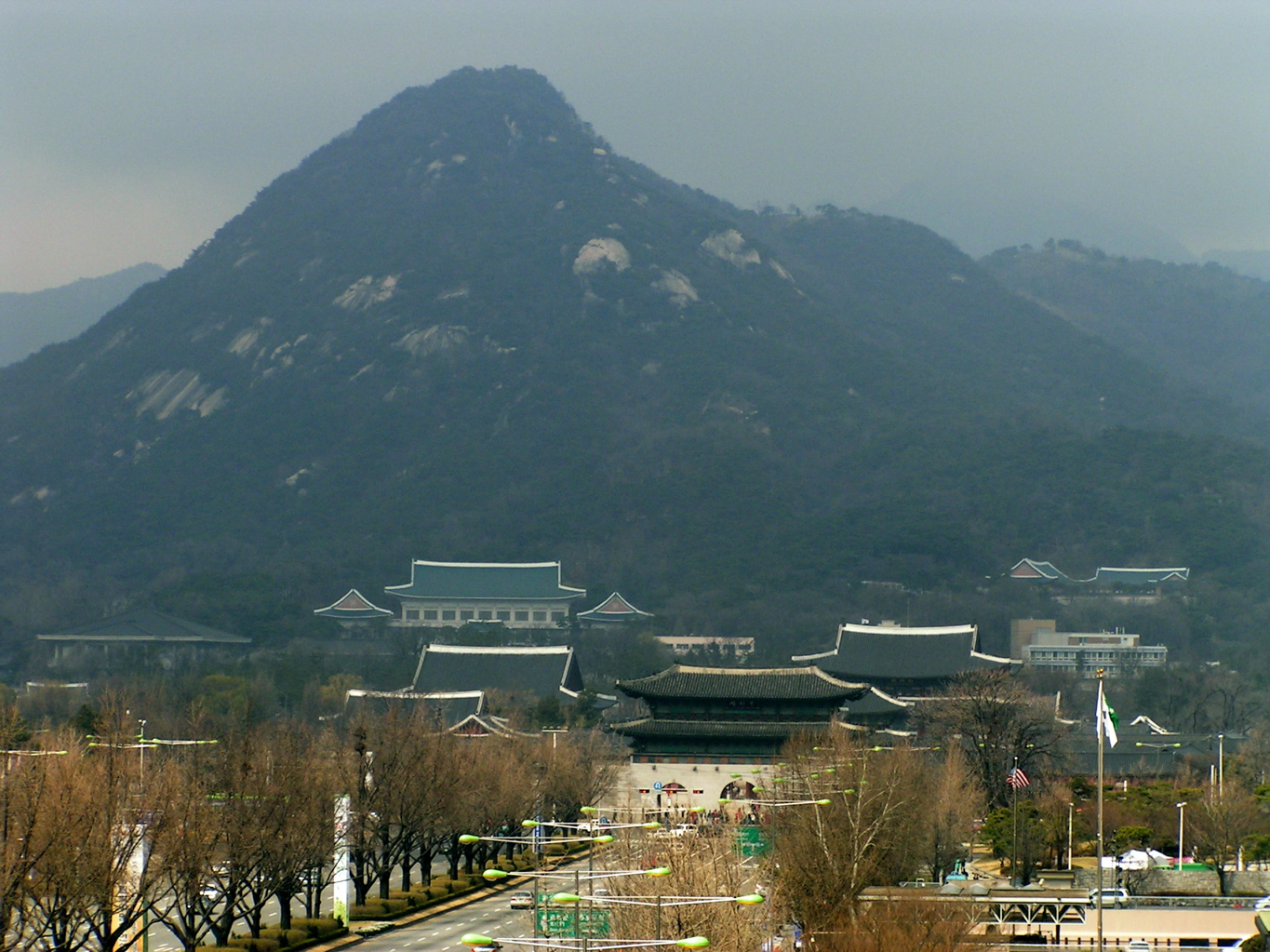
Uitzicht over het Gyeongbokgung en het Blauwe Huis, met op de achtergrond de heuvel Bukaksan.
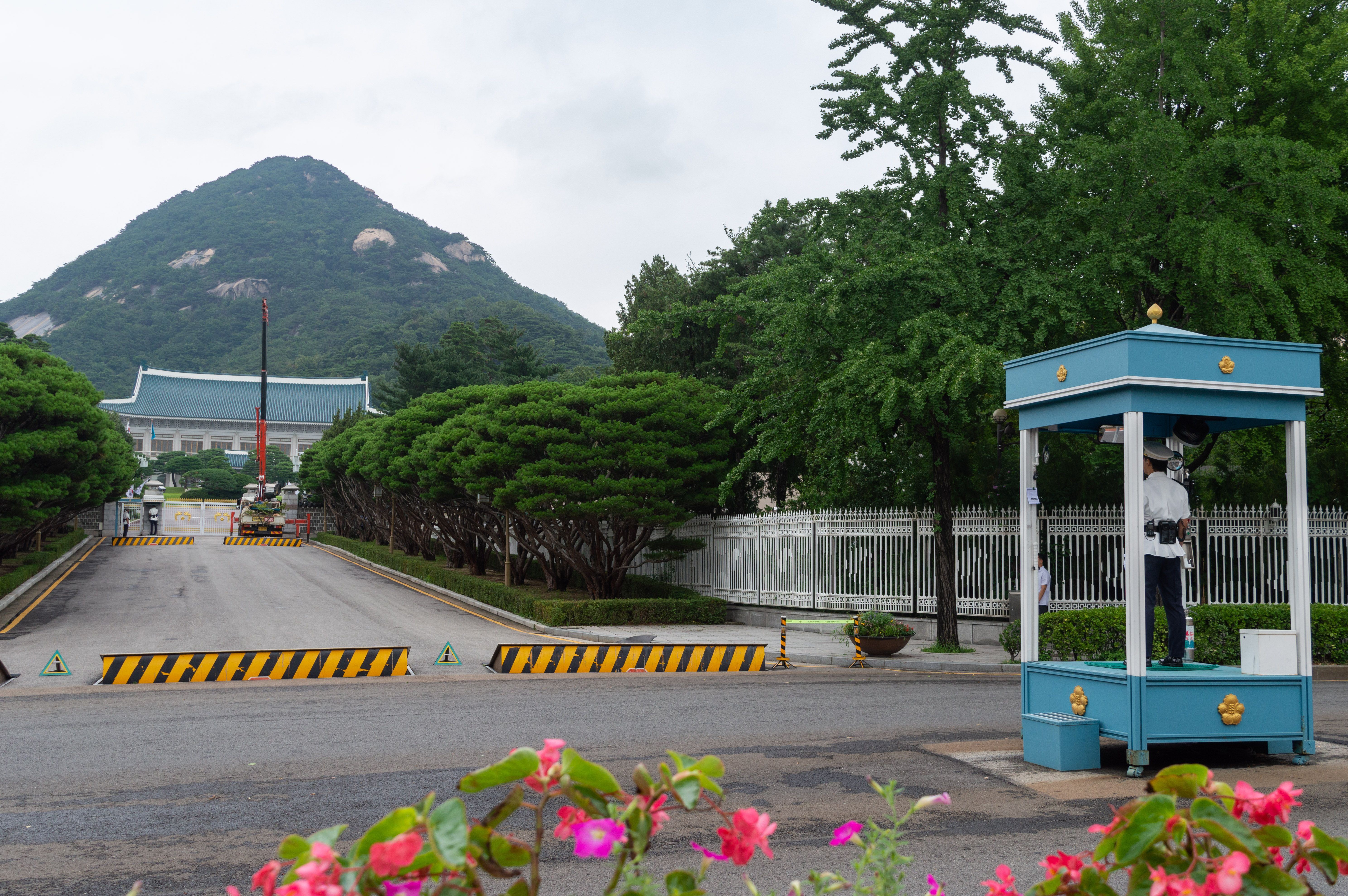
De ingang van het complex.
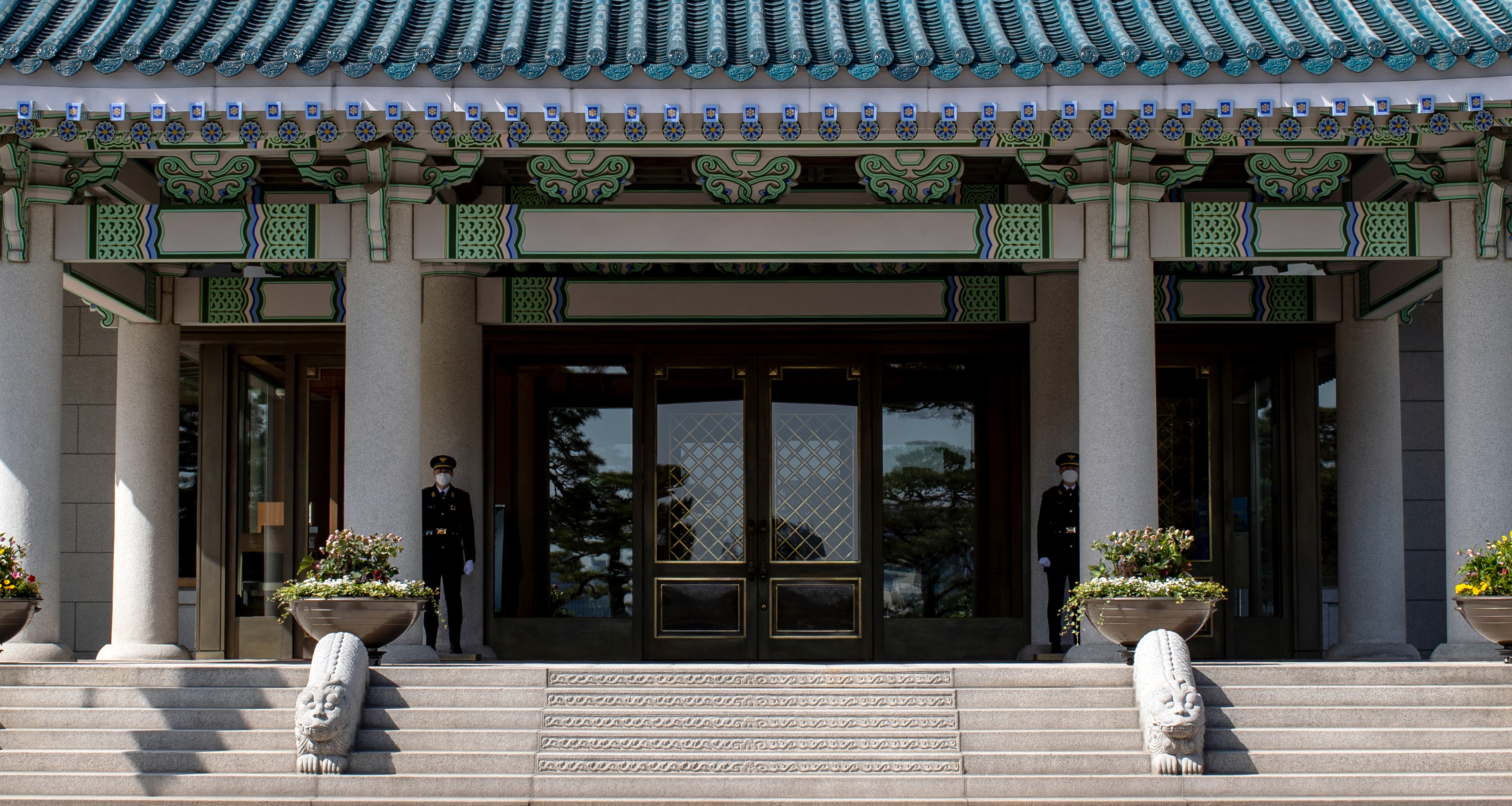
Entree Blauwe Huis
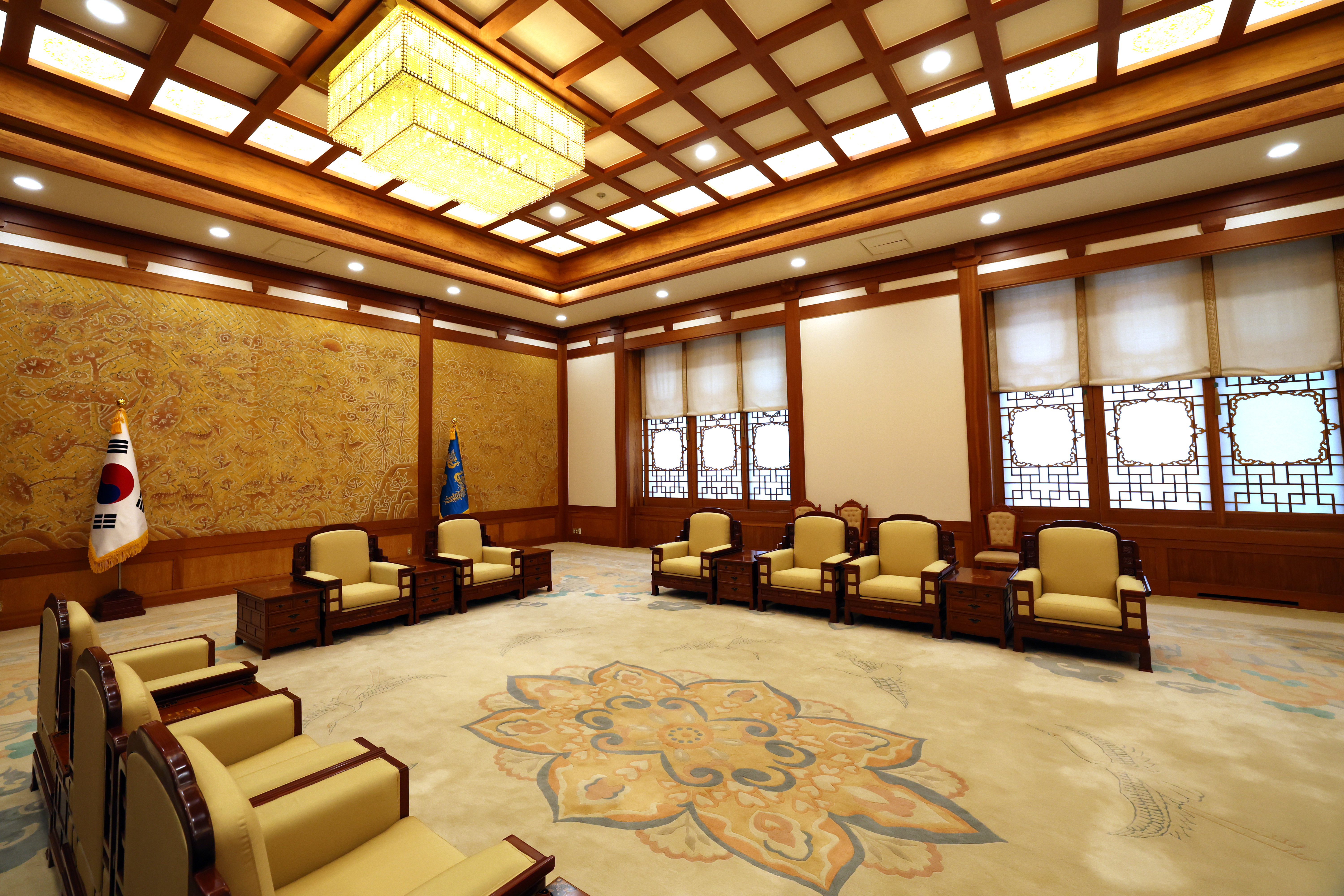
Ontvangstruimte in het Blauwe Huis
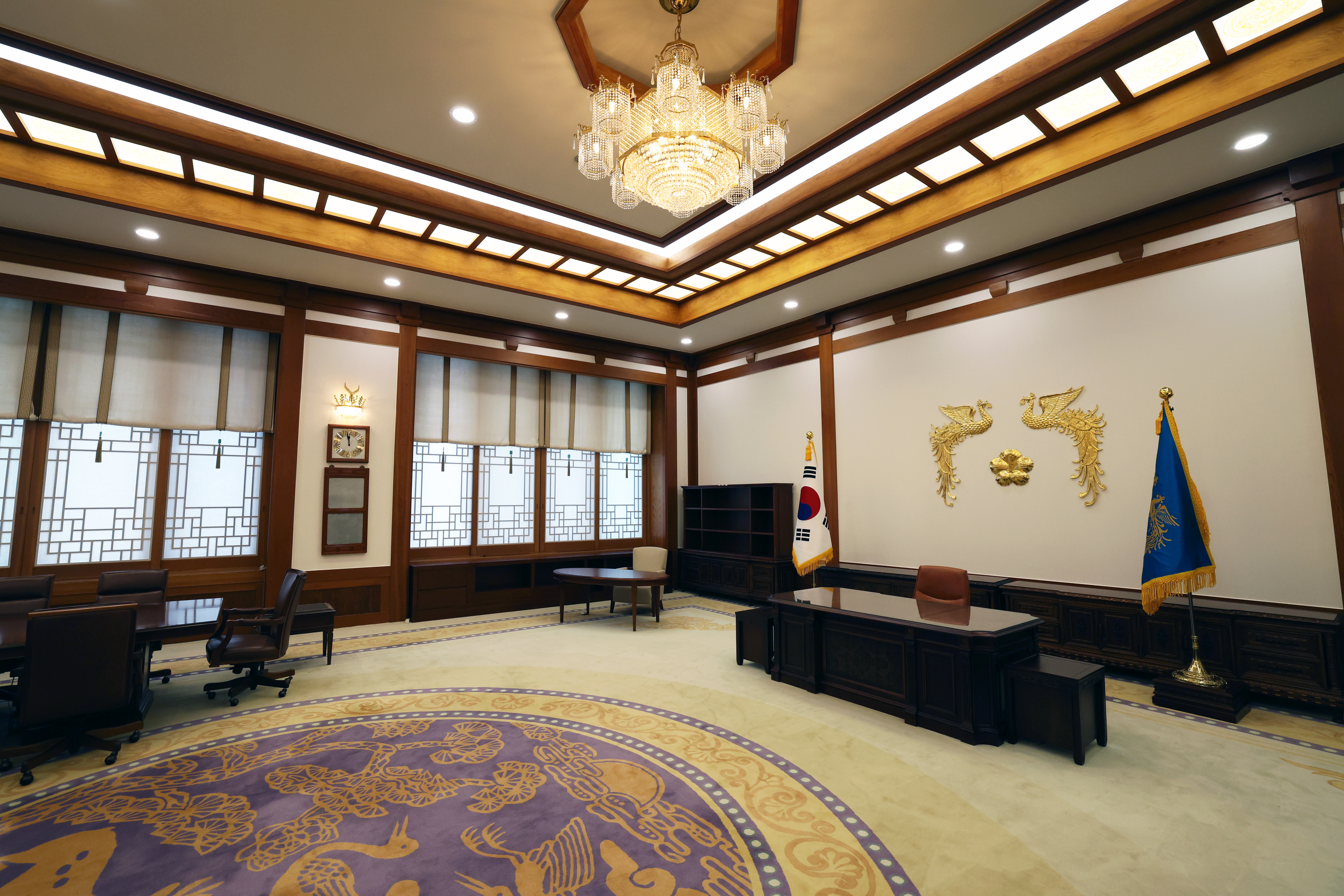
Kantoor
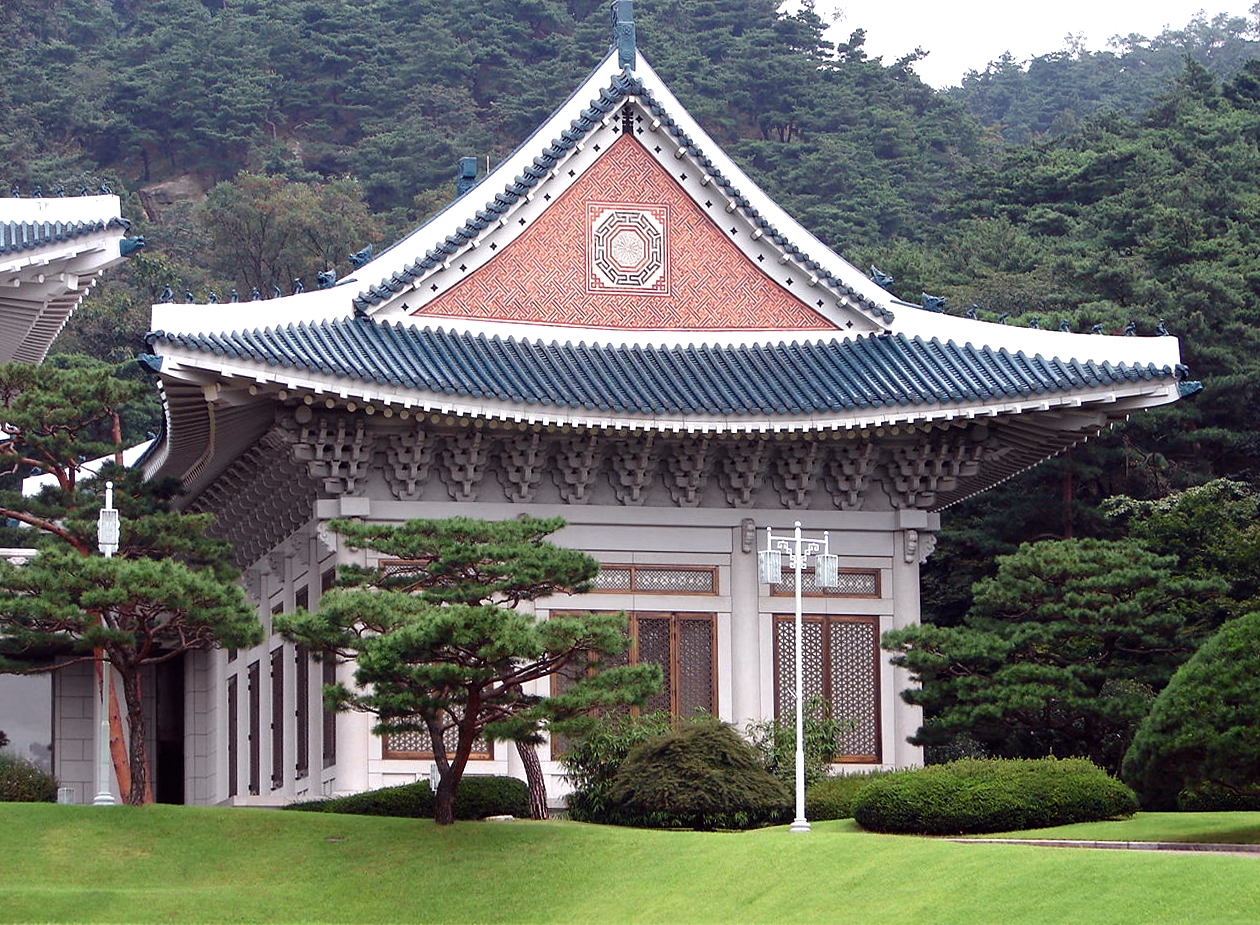
Een van de gebouwen bij het receptiecentrum.
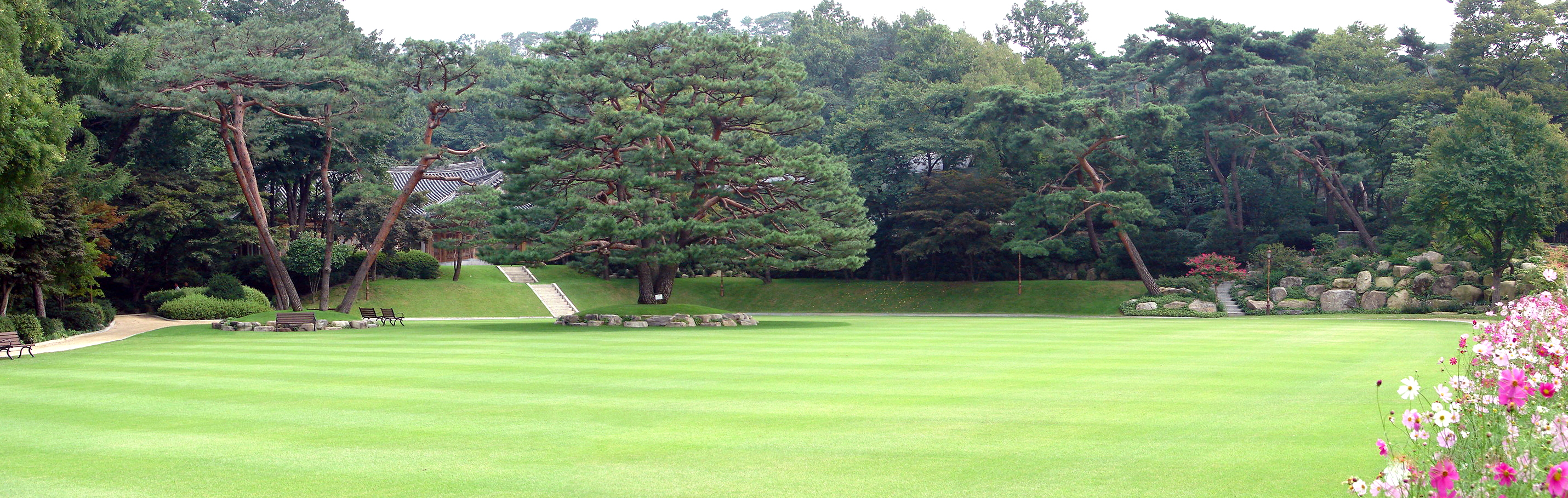
Tuinen in het Blauwe Huis.
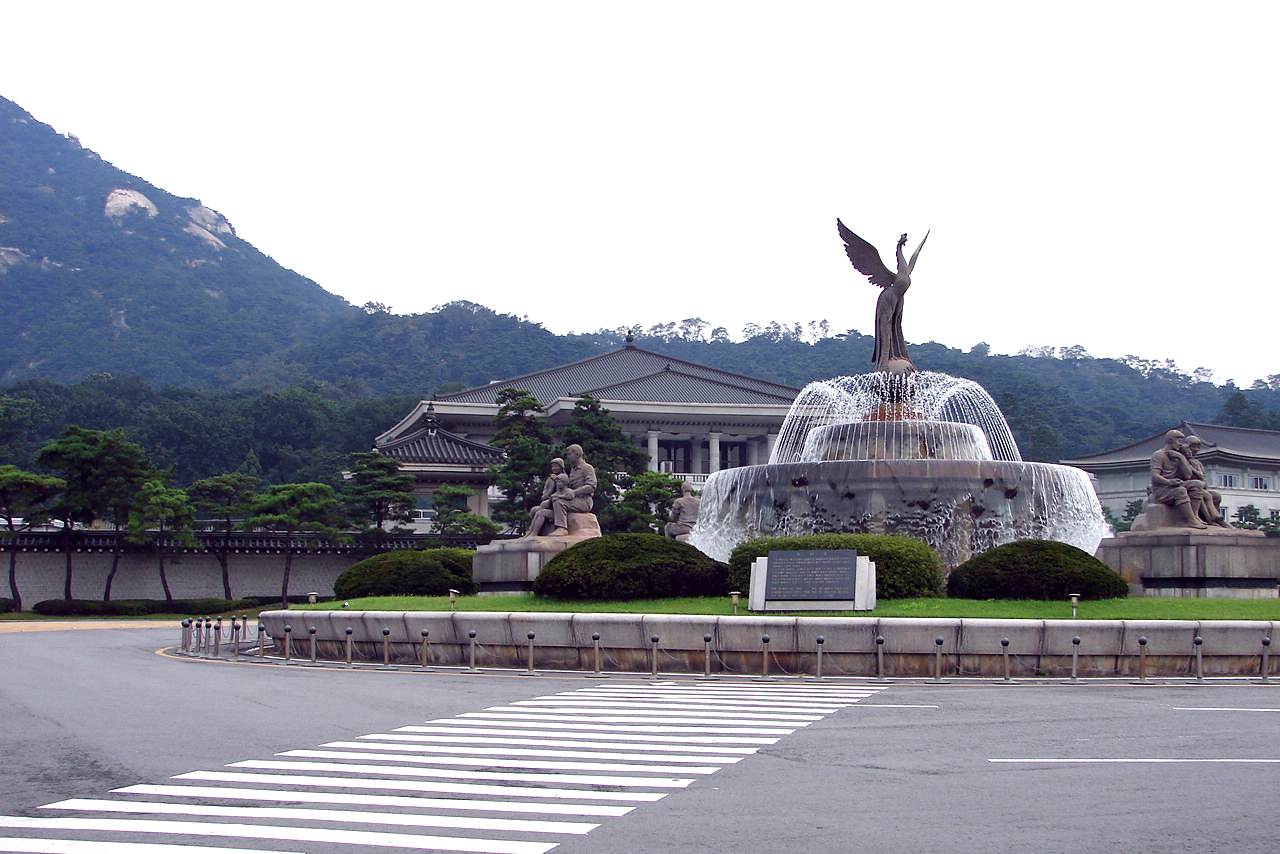
Fontein voor het Blauwe Huis.
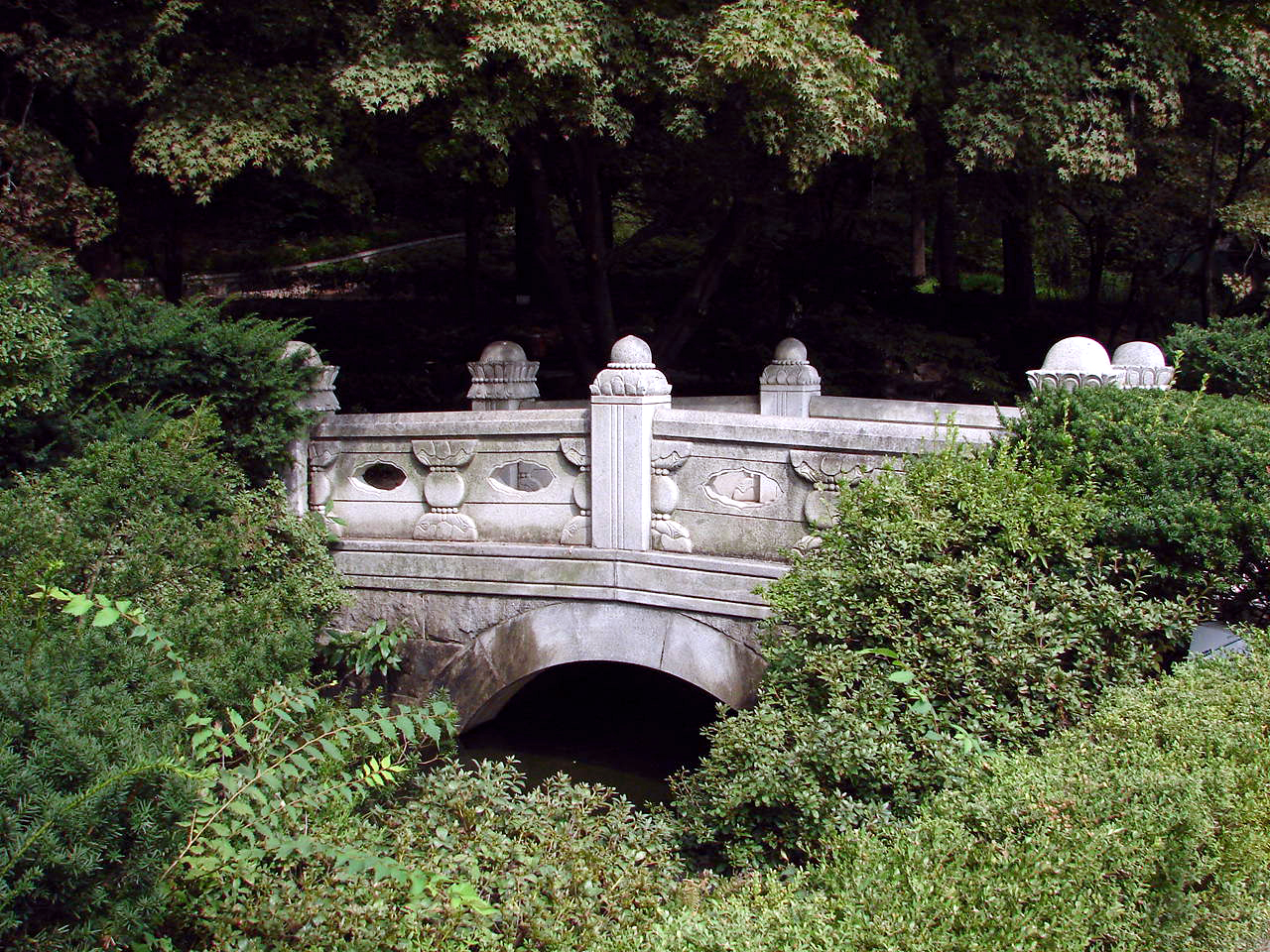
Een brug die de tuinen verbindt met het receptiecentrum.
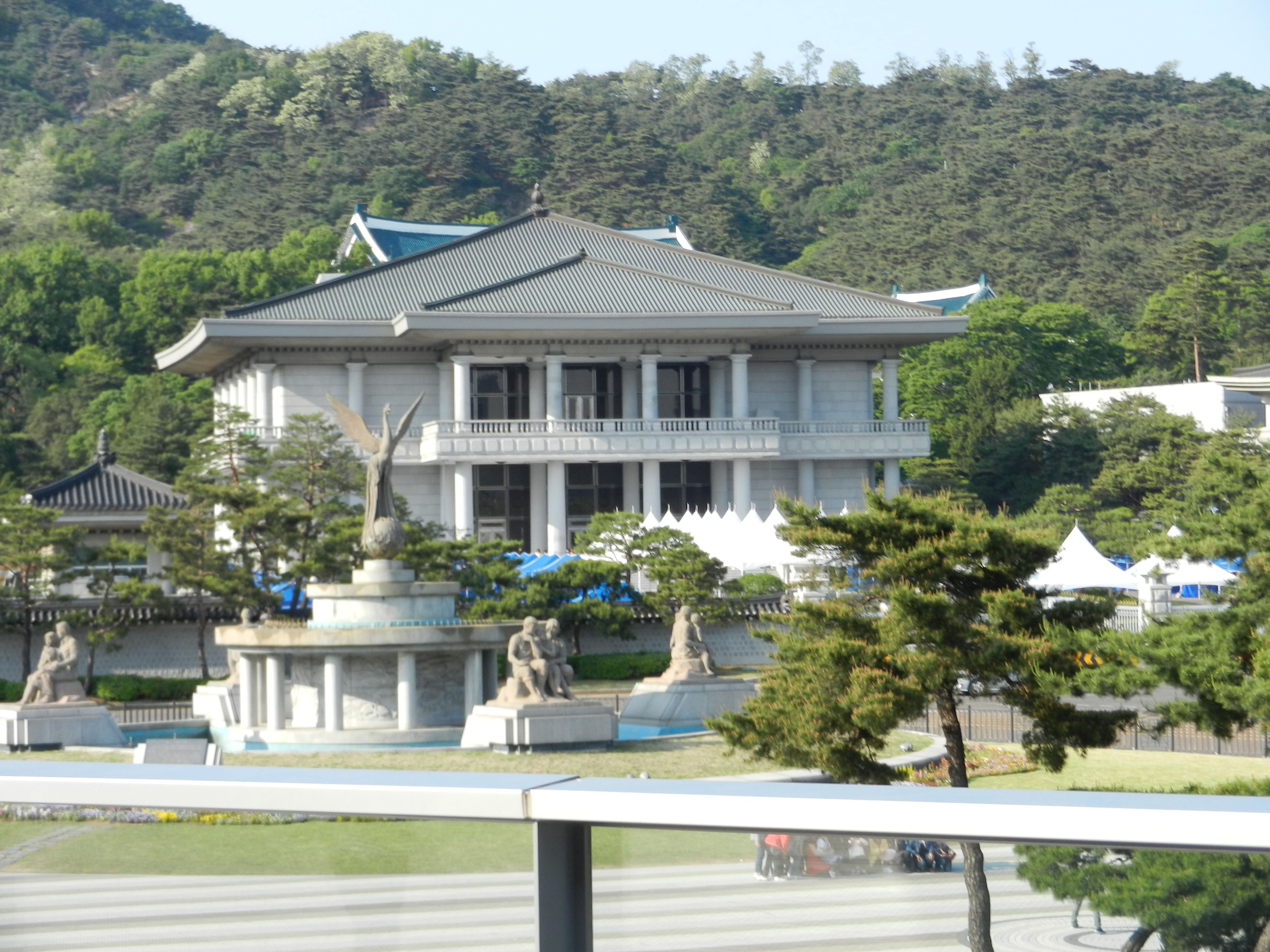
Uitzicht vanaf het balkon van het bezoekerscentrum.